# Joseph A. Stargardt
Joseph Abraham Stargardt (né le 17 juin 1822 à Märkisch Friedland, arrondissement de Deutsch Krone et mort le 30 avril 1885 à Berlin) est un éditeur, libraire et antiquaire prussien.

## Biographie
De 1838 à 1844, Joseph Stargardt travaille à Berlin comme apprenti et assistant chez A. Asher & Comp. (de) puis du 1er avril à fin septembre 1844 dans la librairie de Carl Friedrich Amelang (1785–1856). D'octobre 1844 à fin 1845 il poursuit sa formation auprès d'Albert Franck (de) à Paris puis travaille pendant un an chez l'antiquaire JF Lippert à Halle.
En août 1847, il s'enregistre à Berlin pour acquérir les droits civiques et est convoqué pour prêter serment le 8 décembre. Cependant, il refuse de prêter le serment juif dans la forme prescrite. Il ne reçoit son certificat de droits civiques qu'en mai 1852
En septembre 1847, avec son associé Paul Julius Reuter, il reprend à Ernst Krigar la librairie et la musique fondée en 1830 par Johann Carl Klage (1785-1850) (à l'exception de l'ensemble de la maison d'édition musicale, que Krigar avait auparavant vendu à J. Guttentag, Trautweinsche Buchhandlung).
Durant la révolution de 1848/49, ils publient une série d’écrits politiques que l’on peut qualifier de démocratiques au sens le plus large. Alors que Stargardt se comporte à l'époque avec une extrême prudence, Reuter est le moteur de l'expression de la conscience démocratique, doit bientôt répondre de la diffusion de la littérature démocratique et fuir à l'étranger. Stargardt ne pourrait jamais lui pardonner cela.
Après que Stargardt soit devenu l'unique propriétaire en 1849, l'entreprise adopte son nom actuel. Sous la direction de Stargardt, elle devient la librairie d'antiquités la plus importante du XIXe siècle. Après 30 ans d'activité, un important entrepôt d'antiquités se développe, avec environ 150 catalogues d'entrepôt et de vente aux enchères publiés.
En 1885, sa veuve Mathilde née Lewinstein vend le magasin à Eugen Mecklenburg le Jeune (1859-1925) ; aujourd'hui encore, l'entreprise J.A. Stargardt (de), leader mondial du marché, surtout dans le domaine des autographes, est la propriété de la famille Mecklenburg.

## Œuvres
- Verzeichniss von Monographien und Gelegenheitsschriften zur Geschichte adeliger Geschlechter, zugleich ein Repertorium für Adelsgeschichte. 3 Volumes, Rosenthal, Berlin 1865–1880.
  - Volume 1, 1865 (Digitalisat)
  - Volume 2, 1871 (Digitalisat)
  - Volume 3, 1880 (Digitalisat)